# 田原市立赤羽根小学校
田原市立赤羽根小学校（たはらしりつ あかばねしょうがっこう）は、愛知県田原市赤羽根町にある公立小学校。

## 概要
- 旧・渥美郡赤羽根町の小学校である。田原市赤羽根町が校区であり、公立中学校に進学する場合は田原市立赤羽根中学校へ進学する [1]。

## 沿革
- 1873年（明治6年）9月15日 - 第10中学区第25番小学赤羽根学校が開校。大栄寺[注釈 1]を仮校舎とする。
- 1876年（明治9年）
  - 3月 - 赤羽根村字諏訪1に校舎を新築し移転。赤羽根村、芦村の児童が通学する。
  - 4月 - 赤羽根東学校（東組）と赤羽根西学校（西組）に分立する。赤羽根東学校は従来の校舎を使用し、赤羽根西学校は養性寺[注釈 2]を仮校舎とする。
- 1878年（明治11年）3月 - 赤羽根東学校は二ノ谷学校に改称する。芦村が二ノ谷学校校区から野田学校に移る。
- 1881年（明治14年）10月4日 - 赤羽根西学校が赤羽根村字西71に校舎を新築。開校式を行う。
- 1882年（明治15年）3月 - 二ノ谷学校から赤間学校（中組）が分立する。
- 1887年（明治20年）
  - 1月 - 赤間学校が赤羽根村字中瀬古87に校舎を新築し、移転する。
  - 4月 - 二ノ谷学校、赤間学校、赤羽根西学校、高松学校が合併し、尋常小学赤埴学校となる。校舎は旧・赤間学校校舎を使用。旧・高松学校は簡易科の分教場となる。
- 1892年（明治25年）8月 -
  - 高松分教場が独立し、高松尋常小学校となる[2]
  - 赤埴学校が東組尋常小学校、中組尋常小学校、西組尋常小学校に分立する。東組尋常小学校は旧・二ノ谷学校校舎、中組尋常小学校は旧・尋常小学赤埴学校校舎、西組尋常小学校は旧・赤羽根西学校校舎を使用する。
- 1896年（明治29年）5月 -
  - 西組尋常小学校が赤羽根村第一尋常小学校に改称する。
  - 東組尋常小学校と中組尋常小学校を統合。高等科を設置赤羽根村第二尋常高等小学校となる。校舎は旧・中組尋常小学校校舎を使用する。
- 1907年（明治39年）7月16日 - 赤羽根村、高松村、若戸村が合併し、赤羽根村が発足。
- 1907年（明治40年）3月1日 - 赤羽根村第一尋常小学校と赤羽根村第二尋常高等小学校を統合し、赤羽根尋常高等小学校となる。統合校舎未完成のため、従来の校舎で授業を行う。
- 1909年（明治42年）
  - 4月5日 - 現在地に統合校舎が完成する。
  - 4月10日 - 開校式を行う。
- 1941年（昭和16年）4月1日 - 赤羽根国民学校に改称する。
- 1947年（昭和22年）4月1日 - 赤羽根村立赤羽根小学校に改称する。
- 1958年（昭和33年）
  - 6月10日 - 新校舎（鉄筋コンクリート造、現・東校舎）が完成する
  - 11月1日 - 赤羽根村町制施行し、赤羽根町が発足。同時に赤羽根町立赤羽根小学校に改称する。
- 1961年（昭和36年）3月17日 - 新校舎（鉄筋コンクリート造2階建）が完成する。
- 1968年（昭和43年）3月10日 - 校舎を増築する。
- 1973年（昭和48年） - 校舎を新築（現・西校舎）する。旧校舎（1909年建築）を改修し、赤羽根町歴史民俗資料館とする[注釈 3]。
- 1983年（昭和58年） - 校舎を新築（現・南校舎）する。
- 2003年（平成15年）8月20日 - 田原町が赤羽根町を編入し市制施行。田原市が発足。同時に田原市立赤羽根小学校に改称する。

## 交通アクセス
- 豊鉄バス伊良湖支線「市場」バス停より徒歩約8分。

豊橋鉄道渥美線三河田原駅より豊鉄バス伊良湖支線「保美」（赤羽根経由）行。

## 周辺施設
- 田原市立赤羽根中学校
- 田原市赤羽根市民センター
- 赤羽根文化会館 ・田原市赤羽根図書館
- 赤羽根漁港
- 道の駅あかばねロコステーション